# Pheidole rugulosa
Pheidole rugulosa är en myrart som beskrevs av Robert E. Gregg 1959. Pheidole rugulosa ingår i släktet Pheidole och familjen myror. Inga underarter finns listade i Catalogue of Life.

## Bildgalleri

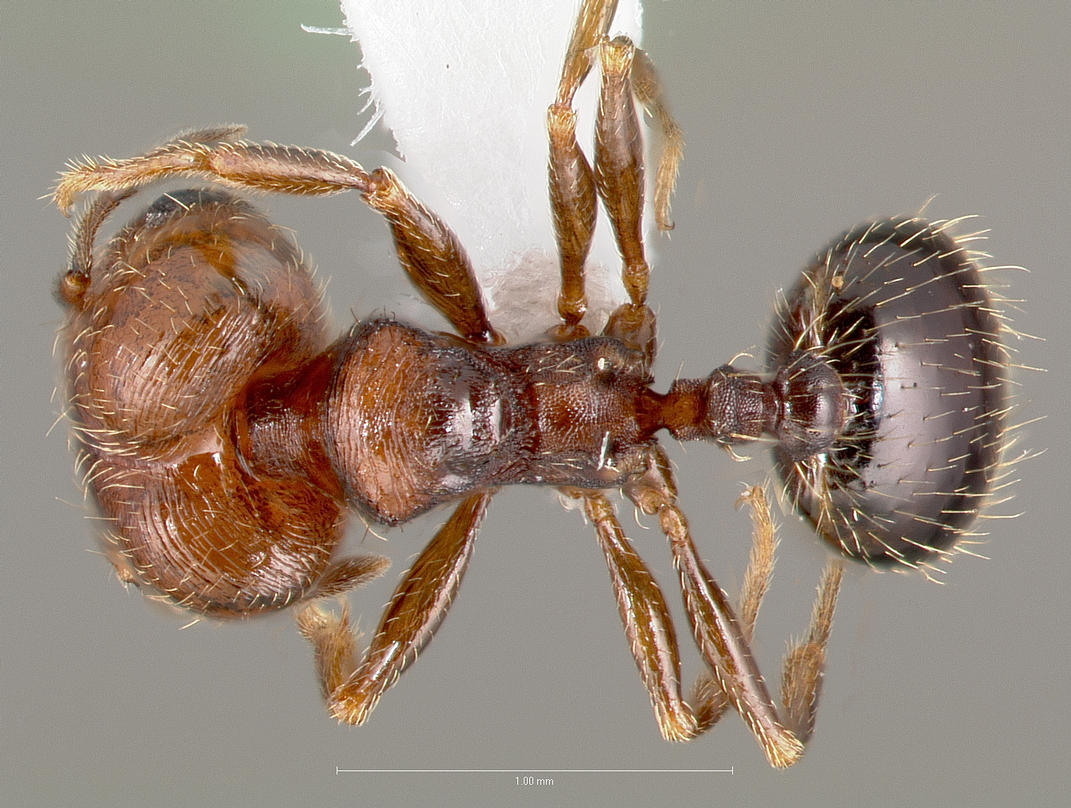
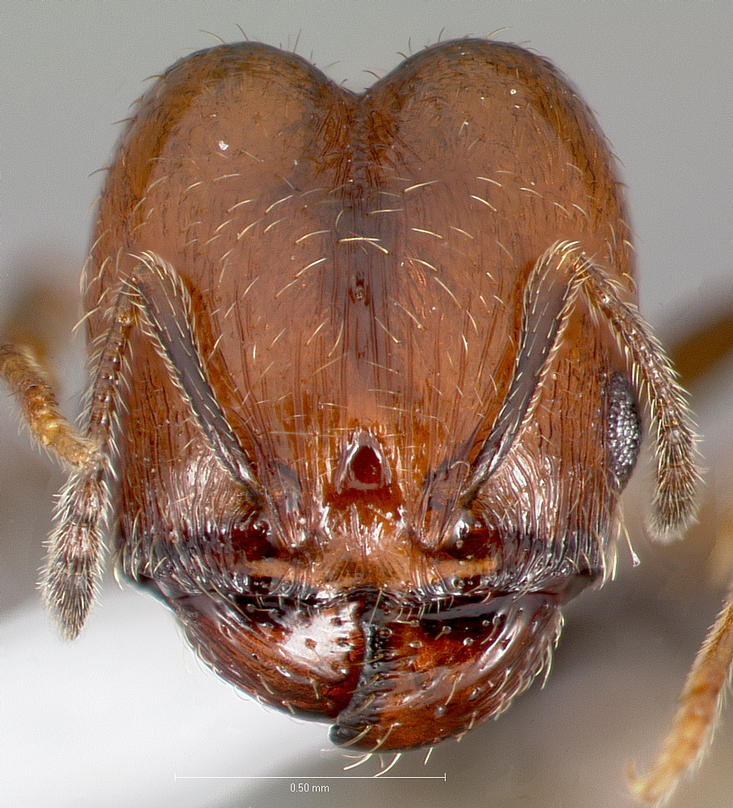
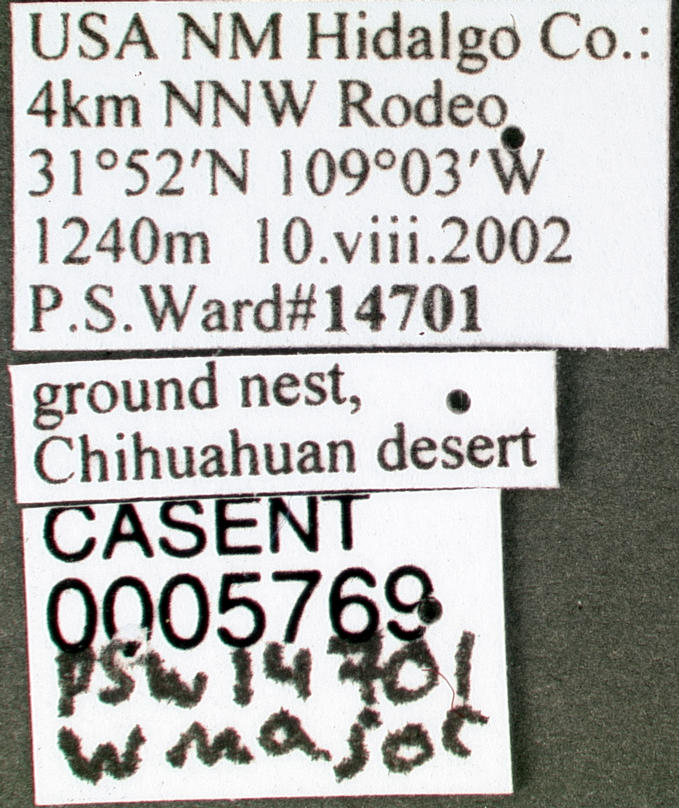
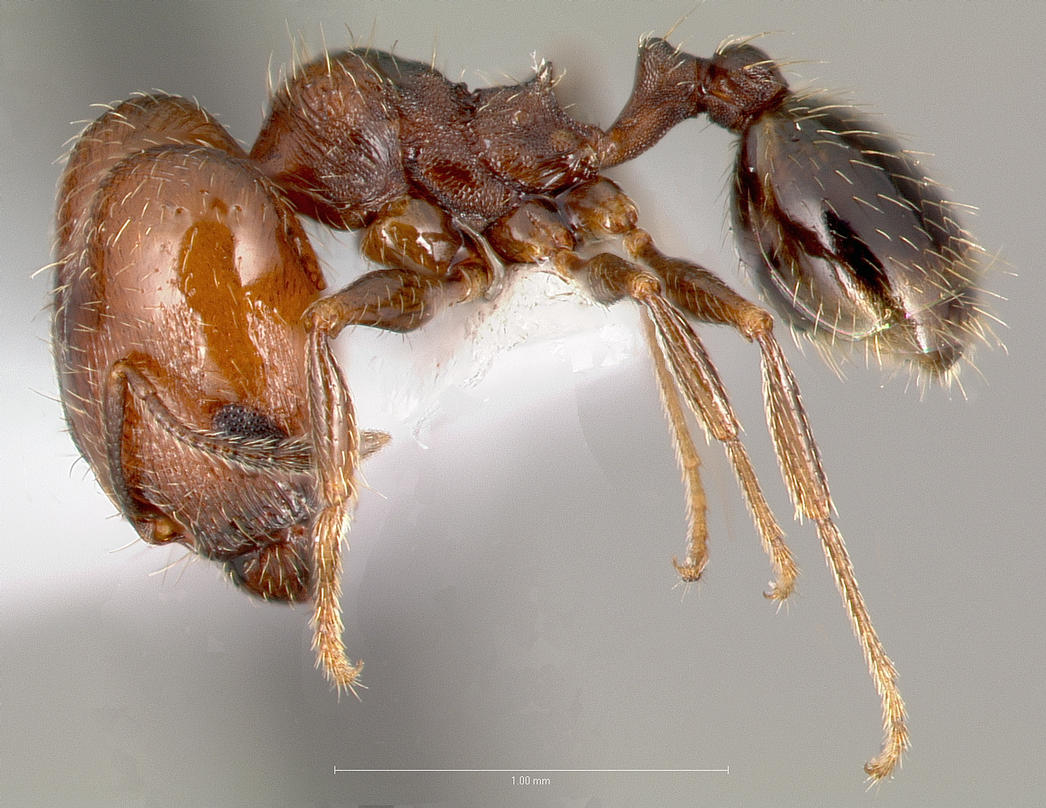
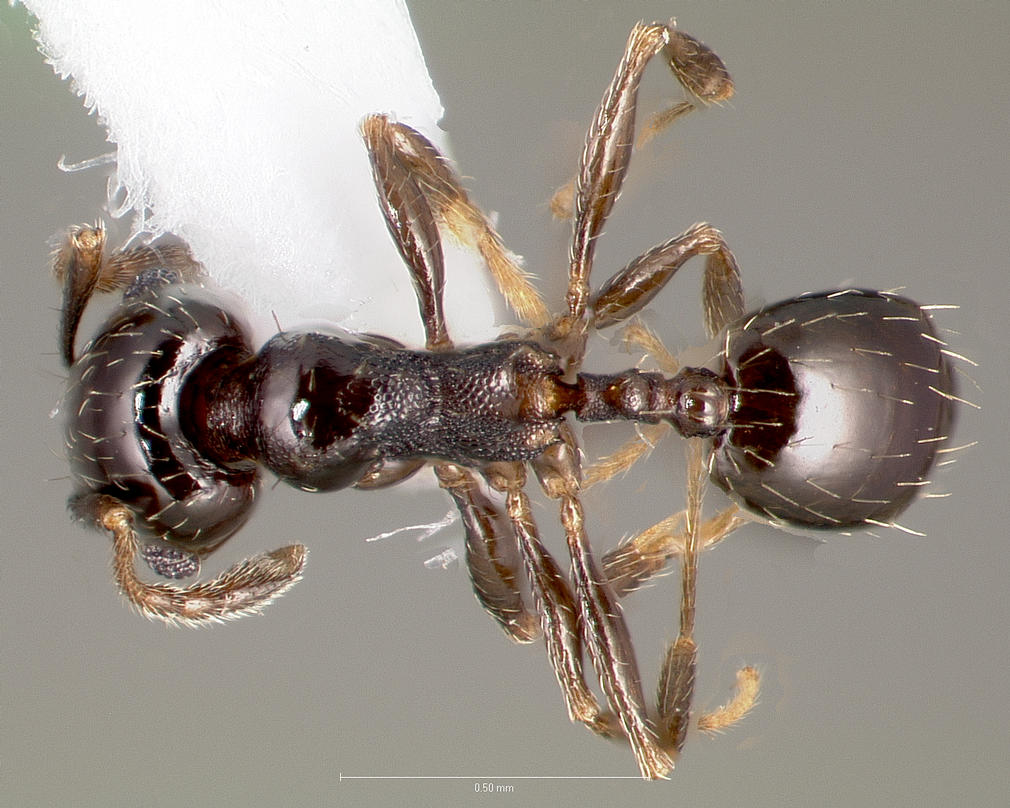
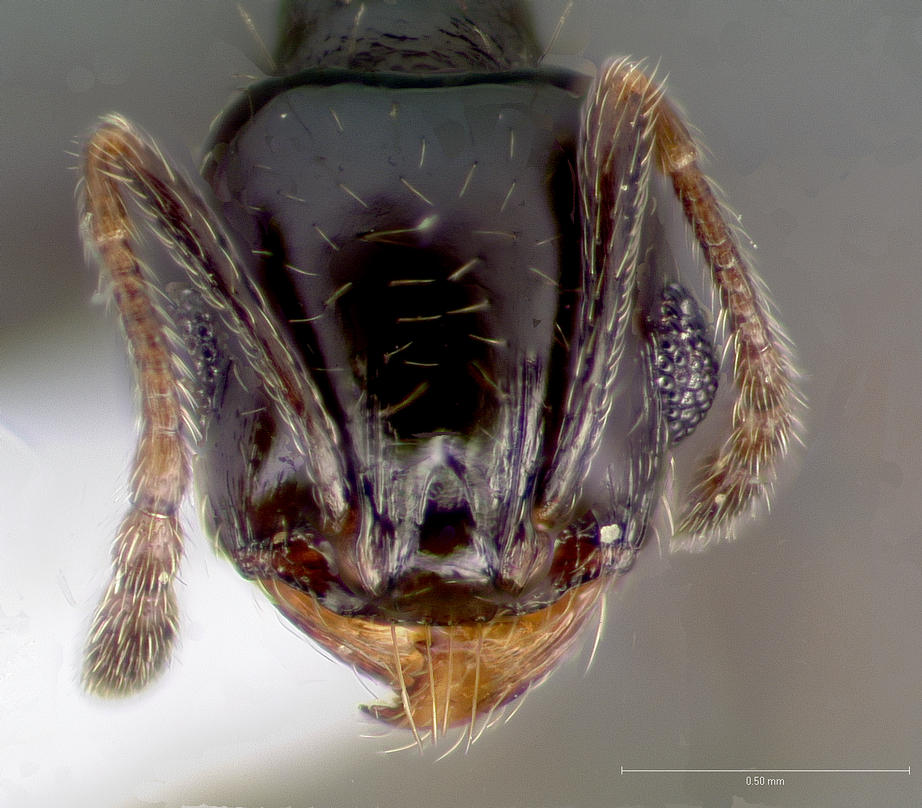